# Коржі (Полтавський район)
Коржі́ — село в Україні, у Решетилівській міській громаді Полтавського району Полтавської області. Населення становить 69 осіб. До 2020 орган місцевого самоврядування — Лобачівська сільська рада.

## Назва
У 1995 р. назву села Коржівка було скорочено.

## Географія
Село Коржі лежить за 2 км від правого берега річки Говтва, за 1,5 км від сіл Голуби та Глибока Балка. Поруч проходить автомобільна дорога М03.

## Історія
12 червня 2020 року, відповідно до розпорядження Кабінету Міністрів України № 721-р «Про визначення адміністративних центрів та затвердження територій територіальних громад Полтавської області», село увійшло до складу Решетилівської міської громади.
19 липня 2020 року, в результаті адміністративно - територіальної реформи та ліквідації Решетилівського району, село увійшло до складу новоутвореного Полтавського району Полтавської області.

## Говірка

### Класифікація
Українська мова, південно-східне наріччя, лівобережний середньонаддніпрянський говір (діалект), центральнополтавська говірка

### Наукове вивчання

#### XX століття
Сама говірка не описана ні в одній науковій праці, однак сусідні говірки описує «Атлас української мови», том 1-й і 3-й (некартографовані матеріали).

#### Інтернет-дослідження
У 2018 році на Фейсбуці створено групу «Говірки Решетилівського району» для опису говірок усіх н. п. Решетилівського району (для говірки м. Решетилівка є своя група) та їх збереження. Чит. «Проєкт №1».

## Населення

### Мова
Розподіл населення за рідною мовою за даними перепису 2001 року:
| Мова       | Відсоток |
| ---------- | -------- |
| українська | 100%     |